# 摩天鎮
25°04′30″N 121°40′58″E / 25.07500°N 121.68278°E
摩天鎮是位於台灣新北市汐止區的大型集合住宅大廈群社區，座落於汐止區大同路三段路底，共有7幢大樓，樓高120.5米，33層，提供約1,902個住宅單位。摩天鎮位於臺北盆地邊緣的保長坑:35，建成當時為汐止第一高樓，目前為第二高，僅次於山圓建設在新台五路二段所建的江山萬。摩天鎮是臺灣1990年代建築業熱潮的知名住宅案，與白雲山莊、東方科學園區同為東帝士公司在汐止的代表作。:67

## 歷史
摩天鎮位於汐止保長坑溪東岸、五堵南山南麓。1962年，王永慶與蔡崇文的新茂木業公司在該處設立工廠及員工宿舍，從事木材加工；新茂木業結束以後，由東帝士取得地皮。1993年東帝士發布摩天鎮住宅預售案，1993年底動工興建，1999年落成後陸續交屋。摩天鎮初期的發展並不順利，東帝士銷售時欺騙消費者，環球倉儲將闢建為「世界級的」大型購物中心、社區設置露天游泳池；完工後被屋主檢舉，東帝士因此被公平會處分。1997年溫妮颱風導致林肯大郡坍塌，遏止汐止房價上升。1998年起汐止連續三年水患，包含最嚴重的納莉颱風風災，致汐止房價連年下挫；摩天鎮未受災但房價也受到牽連，投資客斷頭。:67

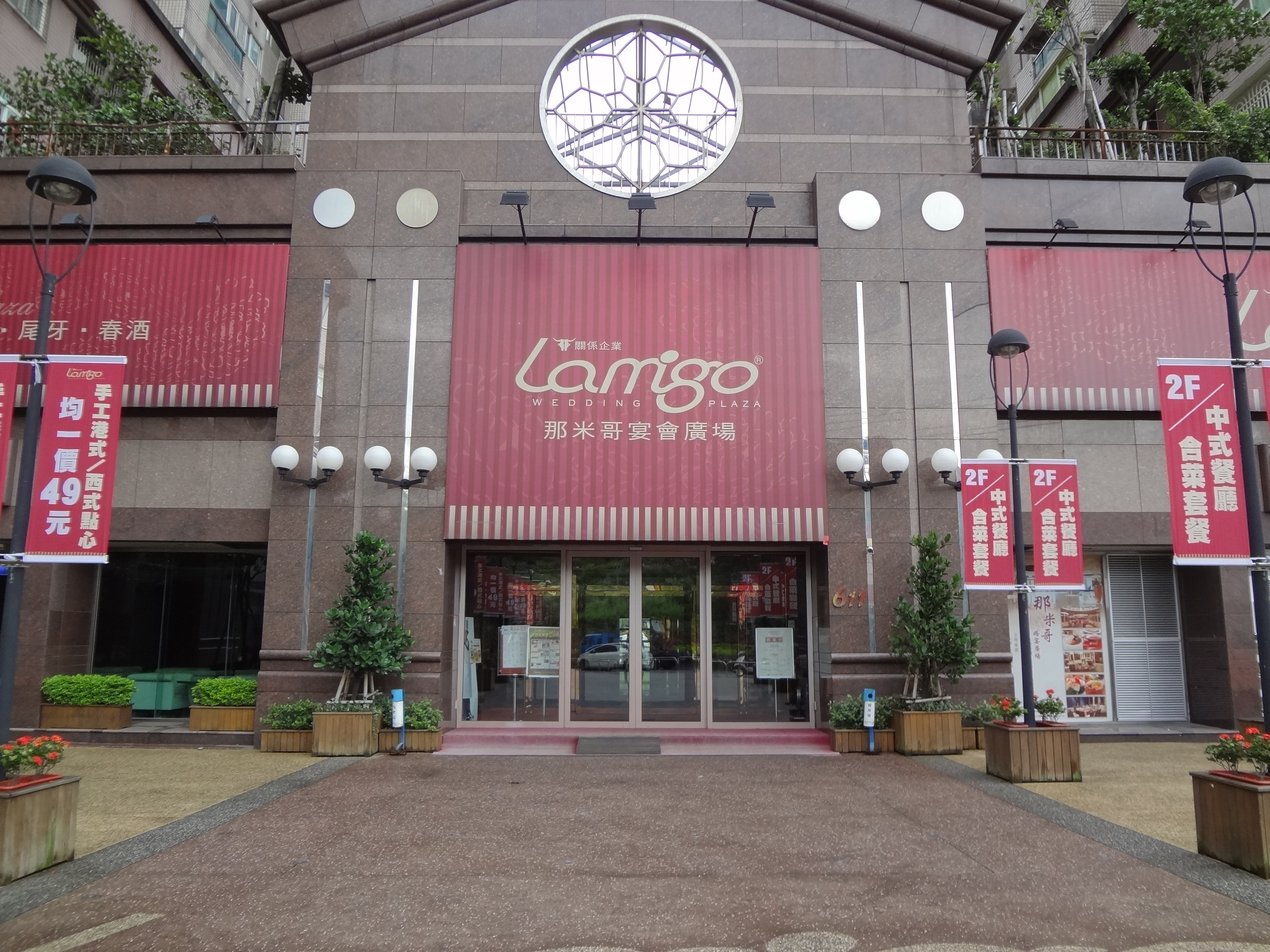
那米哥宴會廣場汐止店，位於摩天鎮1樓

隨著東帝士集團瓦解，摩天鎮未售出的餘屋在2006年由la new集團成員公司居之安建設接手。居之安建設整理翻新中庭公共設施，更改案名為「摩天薪樂園」，將餘屋售出，一樓由la new集團經營那米哥宴會廣場汐止店，迄今已有完整的管理。2010年3月，摩天鎮社區自保長里分出，與鄰近的其他住宅獨立為保新里，並由摩天鎮管委會前主委出任首任里長。2024年6月，那米哥宴會廣場結束營業。

## 社區公設
- 健身房
- 籃球場
- 桌球室
- 撞球室
- 圖書館
- 交誼廳
- 社區教室
- 電影院
- 舞蹈教室

## 外部連結
- 摩天鎮社區網站 （页面存档备份，存于）